# Dyskografia Timbalanda
Dyskografia amerykańskiego rapera i producenta muzycznego Timbalanda.

## Albumy studyjne
| Rok  | Tytuł                                                                                  | Lista przebojów | Lista przebojów | Lista przebojów | Lista przebojów | Lista przebojów | Lista przebojów | Lista przebojów | Lista przebojów | Lista przebojów | Lista przebojów | Lista przebojów | Certyfikaty |
| Rok  | Tytuł                                                                                  | US              | UK              | AUS             | GER             | CAN             | IRE             | NET             | POL             | AUT             | SUI             | NZ              | Certyfikaty |
| ---- | -------------------------------------------------------------------------------------- | --------------- | --------------- | --------------- | --------------- | --------------- | --------------- | --------------- | --------------- | --------------- | --------------- | --------------- | --- |
| 1998 | Tim’s Bio: Life from da Bassment - Pierwszy album studyjny - Wydany: 24 listopada 1998 | 41              | –               | –               | –               | –               | –               | –               | –               | –               | –               | –               | |
| 2007 | Timbaland Presents Shock Value - Drugi album studyjny - Wydany: 3 marca 2007           | 5               | 2               | 1               | 5               | 2               | 1               | 2               | 4               | 1               | 5               | 5               | - RIAA: platynowa płyta - BPI: 2× platynowa płyta - ARIA: 3× platynowa płyta - CRIA: platynowa płyta - ZPAV: 2× platynowa płyta |
| 2009 | Timbaland Presents Shock Value II - Trzeci album studyjny - Wydany: 8 grudnia 2009     | 36              | 60              | 45              | 25              | 17              | 56              | 70              | 11              | 31              | 5               | –               | - ZPAV: złota płyta |

## Single
| Rok  | Tytuł                                                        | Lista przebojów | Lista przebojów | Lista przebojów | Lista przebojów | Lista przebojów | Lista przebojów | Lista przebojów | Lista przebojów | Lista przebojów | Lista przebojów | Lista przebojów | Lista przebojów | Lista przebojów | Lista przebojów | Lista przebojów | Album                                         |
| Rok  | Tytuł                                                        | U.S.            | PHI             | UK              | AUS             | NZ              | EU              | GER             | FRA             | ISR             | CAN             | NL              | IRL             | NOR             | TUR             | AUT             | Album                                         |
| ---- | ------------------------------------------------------------ | --------------- | --------------- | --------------- | --------------- | --------------- | --------------- | --------------- | --------------- | --------------- | --------------- | --------------- | --------------- | --------------- | --------------- | --------------- | --------------------------------------------- |
| 1997 | „Up Jumps Da’ Boogie” (gośc. Missy Elliott)                  | –               | –               | –               | –               | –               | –               | –               | –               | –               | –               | –               | –               | –               | –               | –               | Timbaland & Magoo: Welcome to our World       |
| 1997 | „Luv 2 Luv U” (gośc. Shaunta Montgomery i Playa)             | –               | –               | –               | –               | –               | –               | –               | –               | –               | –               | –               | –               | –               | –               | –               | Timbaland & Magoo: Welcome to our World       |
| 1997 | „Clock Strikes” (Timbaland i Magoo)                          | –               | –               | –               | –               | –               | –               | –               | –               | –               | –               | –               | –               | –               | –               | –               | Timbaland & Magoo: Welcome to our World       |
| 1998 | „Here We Come” (gośc. Magoo, Missy Elliott i Darryl Pearson) | 92              | –               | –               | –               | –               | –               | –               | –               | –               | –               | 29              | –               | –               | –               | –               | Tim’s Bio: Life from da Bassment              |
| 1998 | „Lobster and Scrimp” (gośc. Jay-Z)                           | –               | –               | 48              | –               | –               | –               | –               | –               | –               | –               | –               | –               | –               | –               | –               | Tim’s Bio: Life from da Bassment              |
| 2001 | „Drop” (gośc. Fat Man Scoop)                                 | –               | –               | –               | –               | –               | –               | –               | –               | –               | –               | –               | –               | –               | –               | –               | Timbaland & Magoo: Indecent Proposal          |
| 2001 | „All Y’all” (gośc. Sebastian and Tweet)                      | –               | –               | –               | –               | –               | –               | –               | –               | –               | –               | –               | –               | –               | –               | –               | Timbaland & Magoo: Indecent Proposal          |
| 2003 | „Cop That Shit” (gośc. Missy Elliott)                        | –               | –               | –               | –               | –               | –               | –               | –               | –               | –               | –               | –               | –               | –               | –               | Timbaland & Magoo: Under Construction Part II |
| 2003 | „Indian Flute (gośc. Sebastian i Raje Shwari)                | –               | –               | –               | –               | –               | –               | –               | –               | –               | –               | –               | –               | –               | –               | –               | Timbaland & Magoo: Under Construction Part II |
| 2007 | „Give It to Me” (gośc. Justin Timberlake i Nelly Furtado)    | 1               | 2               | 1               | 16              | 2               | 1               | 3               | 7               | 2               | 1               | 7               | 2               | 4               | 3               | 3               | Shock Value                                   |
| 2007 | „Throw It on Me” (gośc. The Hives)                           | –               | –               | –               | 50              | –               | –               | –               | –               | –               | –               | –               | –               | –               | –               | –               | Shock Value                                   |
| 2007 | „The Way I Are” (gośc. Keri Hilson i D.O.E.)                 | 3               | 1               | 1               | 1               | 2               | 1               | 5               | 2               | 1               | 1               | 3               | 1               | 1               | 1               | 4               | Shock Value                                   |
| 2007 | „Apologize” (gośc. OneRepublic)                              | 2               | 1               | 3               | 1               | 1               | 1               | 1               | 7               | 2               | 1               | 2               | 2               | 2               | 2               | 1               | Shock Value                                   |
| 2007 | „Scream” (gośc. Keri Hilson i Nicole Scherzinger)            | 122             | –               | 12              | 20              | 9               | 6               | 9               | –               | 7               | 41              | 15              | 10              | 17              | –               | 18              | Shock Value                                   |
| 2008 | „Release” (gośc. Justin Timberlake)                          | 91              | –               | –               | –               | –               | –               | –               | –               | –               | –               | –               | –               | –               | –               | –               | Shock Value                                   |
| 2008 | „Bounce” (gośc. Dr. Dre, Justin Timberlake & Missy Elliott)  | –               | –               | –               | –               | –               | –               | –               | –               | –               | –               | –               | –               | –               | –               | –               | Shock Value                                   |
| 2008 | „Talk (That Shit)” (gośc. T-Pain & Missy Elliott)            | –               | –               | –               | –               | –               | –               | –               | –               | –               | –               | –               | –               | –               | –               | –               | non album single                              |
| 2009 | „Say” (gośc. T-Pain)                                         | –               | –               | –               | –               | –               | –               | –               | –               | –               | –               | –               | –               | –               | –               | –               | non album single                              |
| 2009 | „Morning After Dark” (gośc. Nelly Furtado & SoShy)           | 61              | –               | 6               | 35              | –               | –               | 6               | –               | –               | 8               | 21              | 16              | –               | –               | –               | Shock Value 2                                 |
| 2009 | „Say Something” (gośc. Drake)                                | 27              | –               | –               | –               | –               | –               | –               | –               | –               | –               | –               | –               | –               | –               | –               | Shock Value 2                                 |
| 2009 | „Carry Out” (gośc. Justin Timberlake)                        | 11              | –               | 6               | –               | –               | –               | –               | –               | –               | 7               | –               | 3               | –               | –               | –               | Shock Value 2                                 |
| 2010 | „If We Ever Meet Again” (gośc. Katy Perry)                   | 47              | –               | 3               | 9               | 1               | –               | 9               | 5               | –               | 3               | 11              | 3               | 7               | –               | 12              | Shock Value 2                                 |
| 2010 | „Marchin' On” (z OneRepublic)                                | –               | –               | –               | –               | 23              | –               | 6               | –               | –               | –               | –               | –               | –               | –               | 7               | Shock Value 2                                 |

Przypis
- „Throw It on Me” wydano tylko w Australii

### Gościnnie w singlach
| Rok  | Tytuł                                                                                           | Lista utworów | Lista utworów | Lista utworów | Lista utworów | Lista utworów | Lista utworów | Album                     |
| Rok  | Tytuł                                                                                           | U.S. Hot 100  | U.S. R&B      | U.S. Rap      | UK            | AUS           | CAN           | Album                     |
| ---- | ----------------------------------------------------------------------------------------------- | ------------- | ------------- | ------------- | ------------- | ------------- | ------------- | ------------------------- |
| 1998 | „Are You That Somebody?” (Aaliyah gośc. Timbaland)                                              | 21            | 1             | –             | 11            | –             | –             | Dr. Dolittle soundtrack   |
| 1998 | „Get on the Bus” (Destiny’s Child gośc. Timbaland)[A]                                           | –             | 63            | –             | 15            | –             | –             | The Writing’s on the Wall |
| 2000 | „Try Again” (Aaliyah gośc. Timbaland)                                                           | 1             | –             | –             | 5             | 8             | –             | Romeo Must Die soundtrack |
| 2001 | „We Need a Resolution” (Aaliyah gośc. Timbaland)                                                | 59            | 15            | –             | 20            | 44            | 26            | Aaliyah                   |
| 2001 | „Ugly” (Bubba Sparxxx gośc. Timbaland)                                                          | 15            | 6             | 6             | 7             | –             | –             | Dark Days, Bright Nights  |
| 2002 | „Cry Me a River” (Justin Timberlake gośc. Timbaland)                                            | 3             | 11            | –             | 2             | 2             | 22            | Justified                 |
| 2004 | „Who Is She 2 U” (Brandy gośc. Timbaland)                                                       | 85            | 42            | –             | 50            | 99            | –             | Afrodisiac                |
| 2006 | „Promiscuous” (Nelly Furtado gośc. Timbaland)                                                   | 1             | 22            | –             | 3             | 2             | 1             | Loose                     |
| 2006 | „SexyBack” (Justin Timberlake gośc. Timbaland)                                                  | 1             | 11            | –             | 1             | 1             | 3             | FutureSex/LoveSounds      |
| 2006 | „Wait a Minute” (Pussycat Dolls gośc. Timbaland)                                                | 28            | –             | –             | –             | 16            | 26            | PCD                       |
| 2007 | „Ice Box” (Omarion gośc. Timbaland)                                                             | 12            | 5             | –             | 14            | 36            | –             | 21                        |
| 2007 | „Anonymous” (Bobby Valentino gośc. Timbaland)                                                   | 49            | 17            | –             | 25            | –             | –             | Special Occasion          |
| 2007 | „Ayo Technology” (50 Cent gośc. Justin Timberlake and Timbaland)                                | 5             | 41            | 10            | 2             | 10            | 12            | Curtis                    |
| 2008 | „Chop Me Up” (Justin Timberlake gośc. Timbaland and Three 6 Mafia)                              | –             | –             | –             | –             | –             | –             | FutureSex/LoveSounds      |
| 2008 | „Elevator” (Flo Rida gośc. Timbaland)                                                           | 16            | 52            | 10            | 20            | 14            | 10            | Mail on Sunday            |
| 2008 | „4 Minutes” (Madonna gośc. Justin Timberlake i Timbaland)                                       | 3             | –             | –             | 1             | 1             | 1             | Hard Candy                |
| 2008 | „Dangerous” (M. Pokora gośc. Timbaland i Sebastian)                                             | –             | –             | –             | –             | –             | –             | MP3                       |
| 2008 | „I Got That” (Lil' Eazy-E gośc. Timbaland)                                                      | –             | –             | –             | –             | –             | –             | non album single          |
| 2008 | „Rhytm Is A Dancer (Megane DJ 2008 Bootleg Mix)” (Snap! gośc. Timbaland & Fatman Scoop)         | –             | –             | –             | –             | –             | –             | non album single          |
| 2008 | „Return the Favor” (Keri Hilson gośc. Timbaland)                                                | –             | –             | –             | 19            | 80            | –             | In a Perfect World…       |
| 2008 | „Long Gone” (Chris Cornell gośc. Timbaland)                                                     | –             | –             | –             | –             | –             | –             | Scream                    |
| 2008 | „Scream” (Chris Cornell gośc. Timbaland)                                                        | 110           | –             | –             | –             | –             | –             | Scream                    |
| 2009 | „Give It Up to Me” (Shakira feat. Lil Wayne i Timbaland)                                        | –             | –             | –             | –             | –             | –             | She Wolf                  |
| 2009 | „That’s Tha Homie” (Snoop Dogg gośc. Timbaland)                                                 | –             | –             | –             | –             | –             | –             | Malice n Wonderland       |
| 2009 | „Krazy” (Game gośc. Timbaland & Gucci Mane)                                                     | –             | –             | –             | –             | –             | –             | The R.E.D. Album          |
| 2010 | „Get Involoved” (Ginuwine gośc. Timbaland & Missy Elliott)                                      | 107           | –             | –             | –             | –             | –             | A Man’s Troughts          |
| 2010 | „Ayo Technology (Right Now Remix)” (DJ Ifty gośc. Akon, 50 Cent, Justin Timberlake i Timbaland) | –             | –             | –             | –             | –             | –             | non album single          |

## Wideografia

### Teledyski
| Rok  | Tytuł                | Reżyser          |
| ---- | -------------------- | ---------------- |
| 2007 | „Give It to Me”      | Justin Francis   |
| 2007 | „Throw It on Me”     | Justin Francis   |
| 2007 | „The Way I Are”      | Shane Drake      |
| 2007 | „Apologize”          | Robert Hales     |
| 2008 | "Scream”             | Justin Francis   |
| 2009 | „Morning After Dark” | Paul "Coy" Allen |

### Gościnnie w teledyskach
| Rok  | Tytuł                    | Wykonawca      | Reżyser          |
| ---- | ------------------------ | -------------- | ---------------- |
| 1998 | „Are You That Somebody?” | Aaliyah        | Mark Gerard      |
| 2001 | „We Need a Resolution”   | Aaliyah        | Paul Hunter      |
| 2006 | „Promiscuous”            | Nelly Furtado  | Little X         |
| 2006 | „Say It Right”           | Nelly Furtado  | Rankin & Chris   |
| 2006 | „Wait a Minute”          | Pussycat Dolls | Marc Webb        |
| 2006 | „Ice Box”                | Omarion        | Anthony Mandler  |
| 2007 | „Ayo Technology”         | 50 Cent        | Joseph Kahn      |
| 2007 | „Elevator”               | Flo Rida       | Gil Green        |
| 2008 | „4 Minutes”              | Madonna        | Jonas & François |
| 2008 | „Return the Favor”       | Keri Hilson    | Melina Matsoukas |